# Aglen Point
Der Aglen Point (englisch; bulgarisch нос Ъглен nos Aglen) ist eine felsige Landspitze der Livingston-Insel im Archipel der Südlichen Shetlandinseln. An der Nordküste der Ray Promontory im Nordwesten der Byers-Halbinsel bildet sie die Westseite der Einfahrt zur Richards Cove. Sie liegt 0,47 km westnordwestlich des Voyteh Point und 1,6 km östlich des Essex Point.
Britische Wissenschaftler kartierten sie 1968, spanische 1992 und bulgarische in den Jahren 2005 und 2009. Die bulgarische Kommission für Antarktische Geographische Namen benannte sie 2009 nach der Ortschaft Aglen im Oblast Lowetsch im Norden Bulgariens.